# Abdallah al-Adil
Abu Muhamed `Abdallah (arapski عبد الله‎, ‘Abd Allāh) zvan al-Adil - bio je almohadski kalif Maroka koji je umro 4. listopada 1227. Bio je sin Abua Jusufa Jakuba al-Mansura te brat Muhameda al-Nasira i stric Jusufa II. Služio je kao guverner u al-Andalusu.
Jusufa II. je 1224. naslijedio njegov prastric Abd al-Wahid I. To je uzrujalo Abdallaha i njegovu braću Abua al-Alu Idrisa, Abua Musu i Abua al-Hassana. Abdallah je sebe proglasio kalifom i uzeo je naslov al-Adil ("pravednik") te je zauzeo Sevillu.
Abdallah je utopljen u svojoj kupaonici te ga je naslijedio nećak Jahja.